# Na Pali

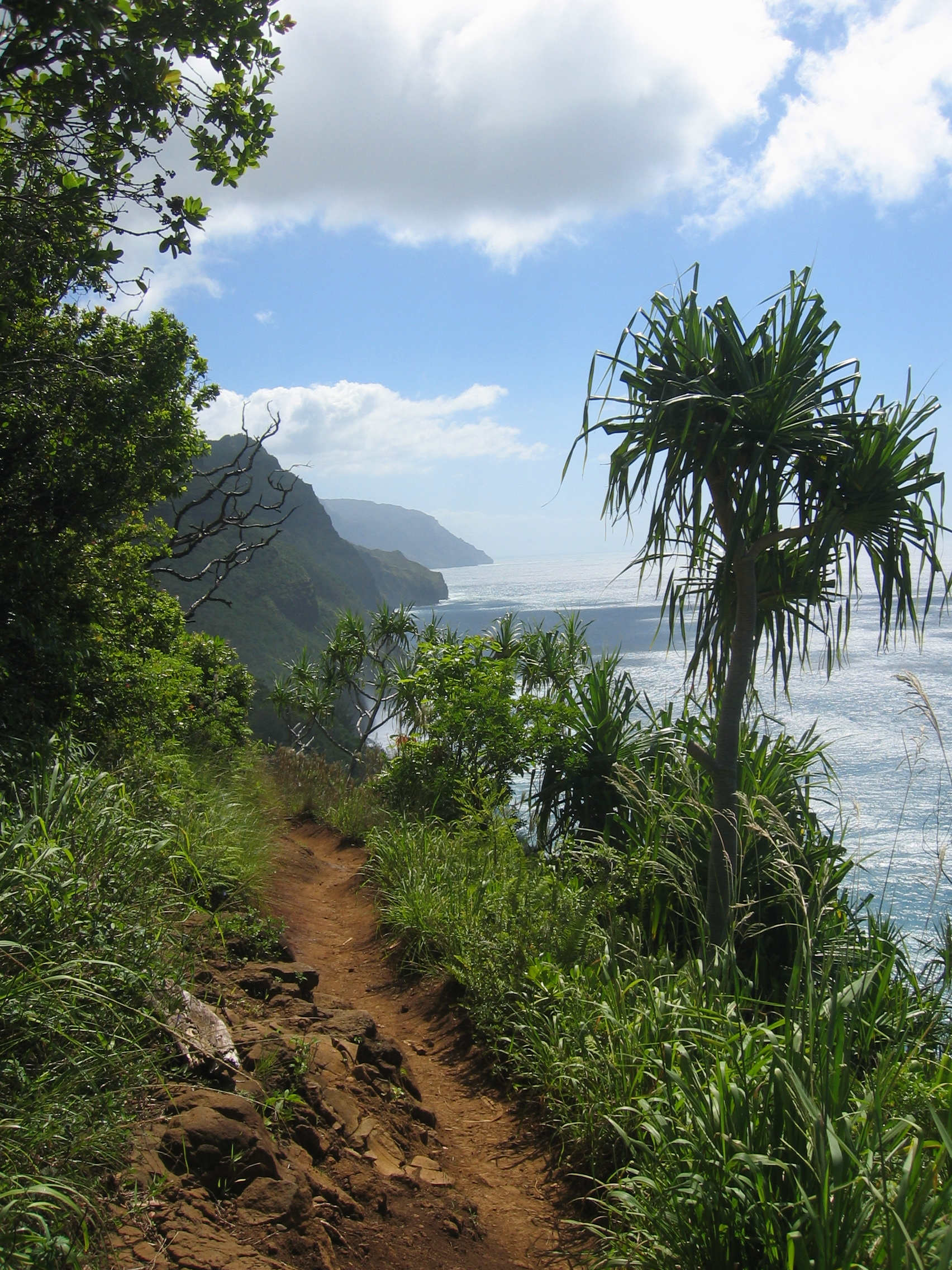
Kalalau Trail

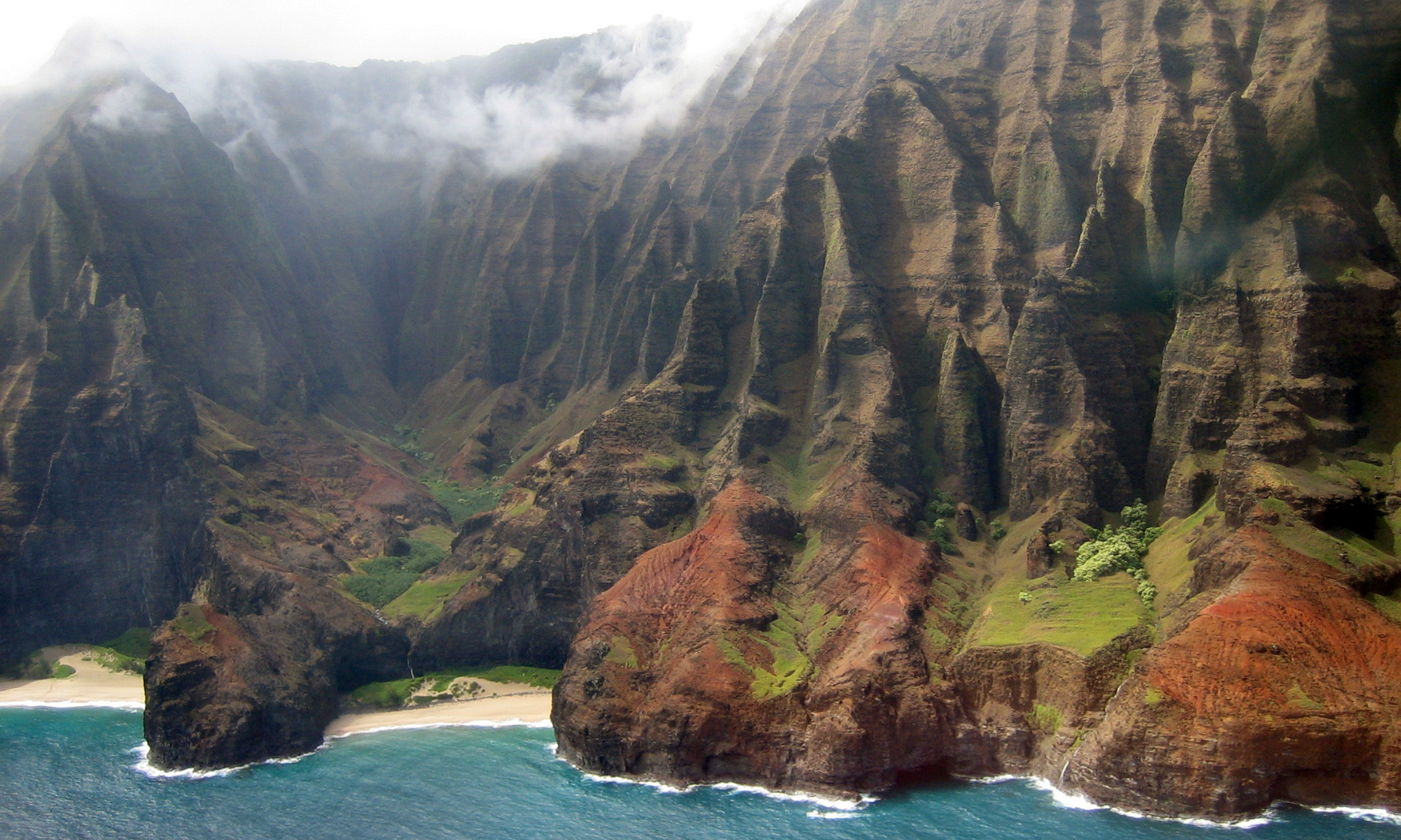
Honopū Valley

El Parc Estatal de Nā Pali Coast consta de 2.499 hectàrees de terra i està situat a uns 16 km al nord-oest de l'illa de Kauai a Hawaii. El Parc Estatal es va formar per tal de protegir la Vall de Kalalau (Kalalau Valley).
És inaccessible pels automòbils. El Kalalau Trail des del final de Hawaii Route 56 (anomenada Kuhio Highway) proprociona l'únic accés al llarg de la costa, arribant a Kalalau Beach a la base de la vall de Kalalau.
A l'est del Parc estatal hi ha la reserva de la natura, Hono O Nā Pali state Natural Reserve. Va ser fundada el 1983, i ocupa una superfície de 14,5 km².

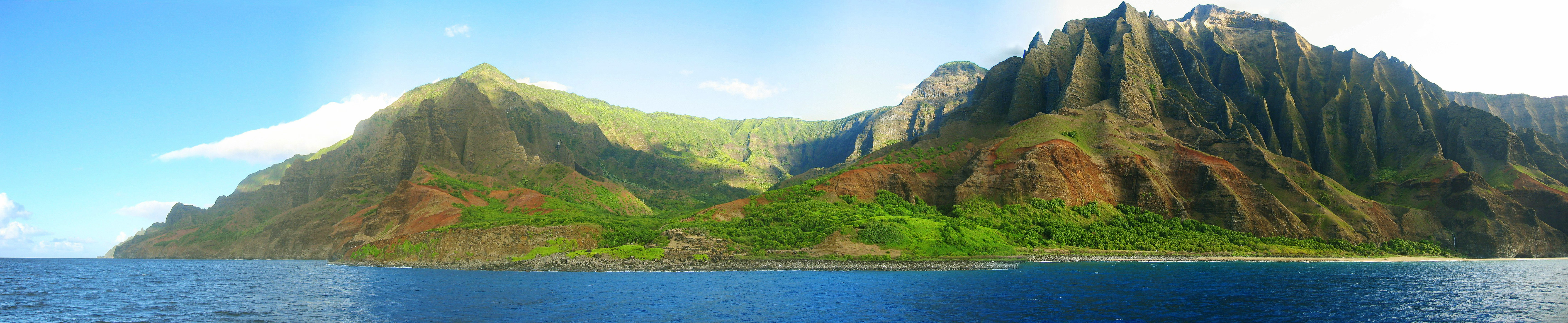
Vista de Nā Pali Coast